# Антоніо Лейтан
Антоніо Лейтан (порт. António Leitão; *22 липня 1960 — †18 березня 2012) — португальський легкоатлет, олімпійський медаліст.

## Виступи на Олімпіадах
| Олімпіада         | Дисципліна | Результат | Місце |
| ----------------- | ---------- | --------- | ----- |
| Лос-Анджелес 1984 | 5000 м     | 13.09,20  | 3     |